# Капелло романо

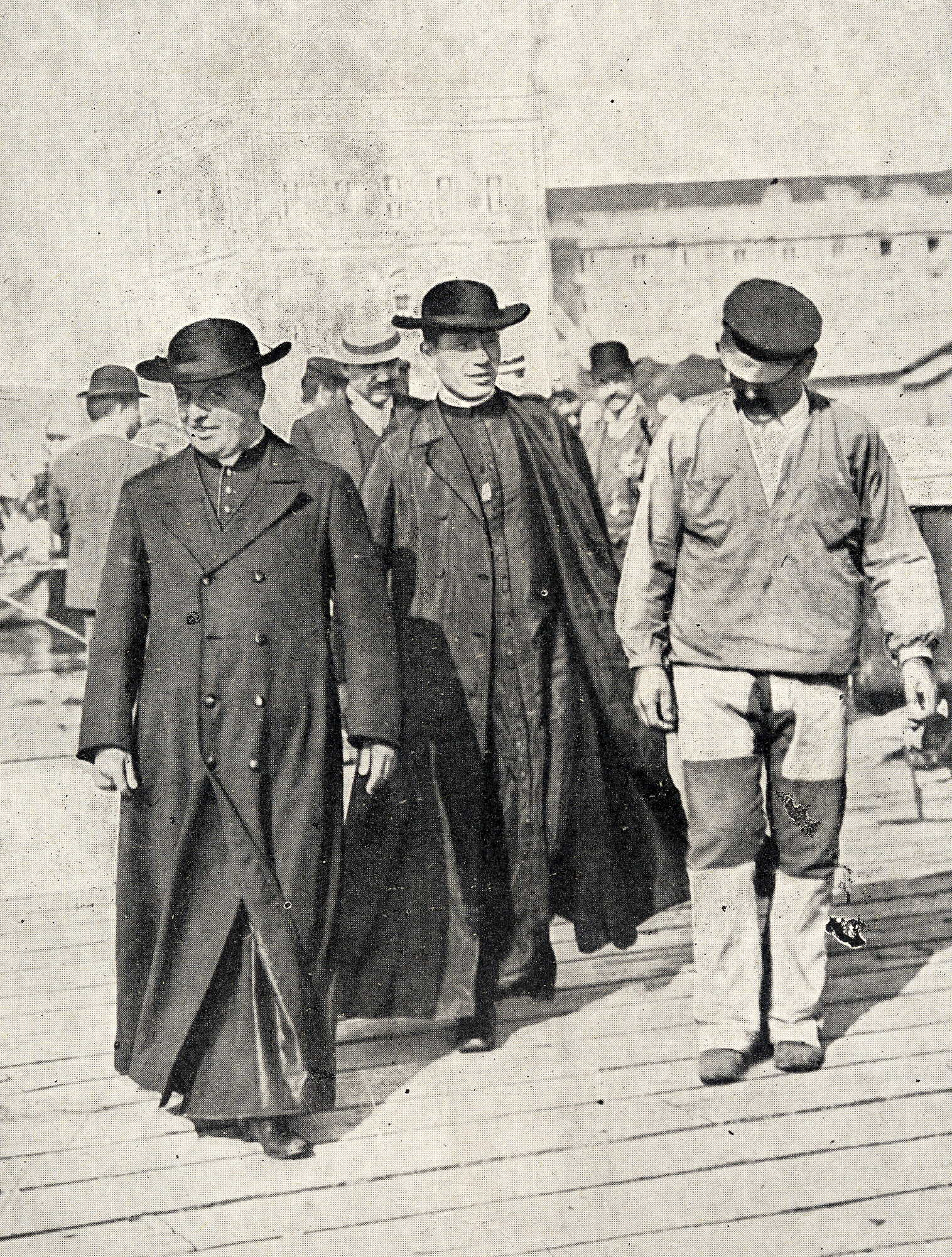

Капелло романо (італ. cappello romano, дос. «римський капелюх») або сатурн (італ. saturno; бо капелюх своїм виглядом нагадує планету Сатурн) — круглий капелюх з широкими крисами і напівсферичним верхом, який носить католицьке духовенство. На відміну від багатьох інших атрибутів церковного одягу, цей капелюх не має церемоніального призначення і є, перш за все, просто вживаним головним убором, що носиться у приватному житті (на відміну від галеро — церемоніального крислатого капелюха). Носіння cappello romano з повсякденним одягом не є обов'язковим, і він ніколи не одягається під час церковних служб. В наш час[коли?] цей капелюх практично неможливо побачити поза Римом, хоча з XVII століття до 1970-х років він була дуже популярним в багатьох країнах з католицькою більшістю населення.
Капелло романо виготовляють з бобрового хутра або фетру, зазвичай з підкладкою з білого шовку. Однак існують деякі відмінності в дизайні капелюхів, що залежать від рангу її носія. Папа римський носить капелло червоного кольору з золотими шнурами (колись право на червоний капелюх мали також кардинали, поки папа Павло VI не позбавив їх цього привілею, і тепер капелюхи кардиналів, як і всіх всіх інших кліриків, мають чорний колір).
Кардинал може мати капелло з червоними та золотими шнурами й червоною підкладкою, єпископ — із зеленими і золотими шнурами і фіолетовою підкладкою, священник — Капелло з чорною підкладкою.
Капелло дияконів і семінаристів ніяких особливих відзнак не мають.